# Бояршинов, Михаил Иванович
Михаи́л Ива́нович Боя́ршинов (1904—1988) — советский учёный-металлург, кандидат технических наук (1949), профессор (1959).
Автор более 200 трудов по теории и технологии листопрокатного производства, включая монографии, а также ряда авторских свидетельствах на изобретения.

## Биография
Родился 20 ноября 1904 года в селе Сыростан Оренбургской губернии, ныне Челябинской области, в многодетной семье.
В детстве жил в Златоусте, где окончил школу и механико-металлургический техникум (1925 год). Затем работал техником-конструктором на Златоустовском металлургическом заводе и по рабочей путевке был направлен на учёбу в Ленинградский политехнический институт (ЛПИ, ныне Санкт-Петербургский политехнический университет Петра Великого), который окончил В 1930 году по специальности «горячая обработка металлов». Был оставлен для продолжения образования в аспирантуре и в 1935 году защитил кандидатскую диссертацию. Продолжил работу в ЛПИ, где был ассистентом и доцентом кафедры прокатки чёрных металлов. В 1930-х годах Бояршинов работал инженером научно-исследовательского сектора Государственного института по проектированию металлургических предприятий страны и участвовал в проектировании Магнитогорского металлургического комбината.
В 1938 году М. И. Бояршинов был командирован в Магнитогорский горно-металлургический институт (ныне Магнитогорский государственный технический университет) на должность заведующего только что созданной кафедры обработки металлов давлением. Вся его дальнейшая научно-педагогическая деятельность была связана с этой кафедрой, которую он бессменно возглавлял более сорока лет. За период заведования Бояршиновым кафедрой на ней было подготовлено пять докторов и свыше ста кандидатов технических наук.
Научные труды Михаила Бояршинова до Великой Отечественной войны были посвящены совершенствованию технологии и оборудования рельсобалочных и листопрокатных станов. В годы войны он продолжал заниматься преподавательской деятельностью и одновременно — организацией производства танковой брони на Магнитогорском металлургическом комбинате. Интересно, что Михаил Иванович доработал идею главного механика ММК Николай Рыженко, предложившего впервые в мировой практике катать броневой лист на блюминге, а директор комбината Григорий Носов поддержал этот проект.
Послевоенные исследования учёного касались листового производства и были связаны с горячей и холодной прокаткой листов на непрерывных станах. В 1958 году М. И. Бояршинову было присвоено ученое звание профессора.
Умер 1 сентября 1988 года в Магнитогорске. Был похоронен Правобережном кладбище города рядом с женой.
Был награждён орденом «Знак Почёта» и медалями, в числе которых «За доблестный труд в Великой Отечественной войне 1941—1945 гг.», «За трудовую доблесть», «За доблестный труд». В 1973 году ему было присвоено почетное звание «Ветеран Магнитки».
В преддверии 85-летия Магнитогорского металлургического комбината в городе был открыт памятник Специальному броневому бюро № 1 и трем известным магнитогорцам — Николаю Рыженко, Григорию Носову и Михаилу Бояршинову.